# Eukiefferiella rectangularis
Eukiefferiella rectangularis är en tvåvingeart som först beskrevs av Maurice Emile Marie Goetghebuer 1940.  Eukiefferiella rectangularis ingår i släktet Eukiefferiella och familjen fjädermyggor.
Artens utbredningsområde är Sverige. Inga underarter finns listade i Catalogue of Life.